# Zemplínske Kopčany
Zemplínske Kopčany – wieś (obec) na Słowacji położona w kraju koszyckim, w powiecie Michalovce. Pierwsze wzmianki o miejscowości pochodzą z roku 1332. 
Według danych z dnia 31 grudnia 2012, wieś zamieszkiwały 402 osoby, w tym 194 kobiety i 208 mężczyzn.
W 2001 roku rozkład populacji względem narodowości i przynależności etnicznej wyglądał następująco:
- Słowacy – 63,3%
- Romowie – 0,46%
- Węgrzy – 36,24%

Ze względu na wyznawaną religię struktura mieszkańców kształtowała się w 2001 roku następująco:
- Katolicy rzymscy – 77,06%
- Grekokatolicy – 5,5%
- Ewangelicy – 0,92%[a]
- Prawosławni – 1,83%
- Nie podano – 0,46%